# 전남미래자동차고등학교
전남미래자동차고등학교(全南未來自動車高等學校)는 대한민국 전라남도 장흥군 장흥읍 행원리에 있는 공립 고등학교이다.

## 학교 연혁
- 1970년 3월 13일 : 장흥여자가정고등학교 개교
- 1970년 8월 10일 : 초대 교장 정병조 선생 취임(장흥여자중학교 겸임)
- 1973년 9월 28일 : 장흥여자고등학교로 교명 변경
- 1992년 3월 1일 : 학칙 변경 (교명 장흥여자종합고등학교 상업과, 정보처리과 신설)
- 1993년 3월 1일 : 학칙 변경 (교명 장흥실업고등학교 전자과 2학급 증설)
- 2013년 3월 1일 : 학칙 변경(학과명 디지털전자과, 기계자동차과, 경영정보과로 변경)
- 2014년 3월 1일 : 학칙 변경 (교명 정남진산업고등학교로 변경)
- 2024년 3월 1일 : 학칙 변경 (교명 전남미래자동차고등학교로 변경)
- 2025년 1월 15일 : 제53회 졸업(24명) 총 졸업생수 11,580명
- 2025년 3월 1일 : 제20대 정종익 교장 부임
- 2025년 3월 4일 : 제56회 입학식(29명)

## 설치 학과
- 기계자동차과

## 참고 자료
- 전남미래자동차고등학교 - 한국교육학술정보원 학교알리미